# ニコライ・ノスコフ
ニコライ・イヴァノヴィッチ・ノスコフ（ロシア語: Никола́й Ива́нович Носко́в、1956年1月12日 - ）は、ソビエト連邦、ロシアのロック歌手であり、ハードロックバンド「ゴーリキー・パーク」（1987–1990年）の元ボーカリスト。ゴールデン・グラモフォン賞を5回受賞。1980年代初期にはアンサンブルグループ「モスクワ」のメンバーとして活動し、「ゴーリキー・パーク」に加入する直前の1988年にはバンド「グランプリ」に参加。1990年代後半には「ニコライ・バンド」で活動した。1998年からソロ活動を行い、6曲のアルバムをリリースした。2015年には、オーディション番組「グラーヴナヤ・スツェーナ」の第2シーズンで審査員を務めた。2018年7月1日には、功労芸術家の称号を授与された.

## 概要
1956年1月12日、ロシアのスモレンスク州グジャーツク（現在のガガーリン）で労働者階級の家庭に生まれた。父イワン・ノスコフはロマ（ジプシー）に起源を持ち、工場で働いていた。母エカチェリーナ・ノスコワは、建設現場で働くミルク生産者であった。ニコライに加えて、家族にはさらに4人の子供がいた。
ニコライが8歳の時、一家はチェレポヴェツの町に引っ越す。子供時代は、アマチュアバンドに参加し、14歳で北西地域大会で最優秀歌手賞を受賞した。
1981年にノスコフは「モスクワ」に加入し、1982年からはリードシンガーおよびギタリストとして活躍し、メロディアから発売されたアルバム「UFO」を発表した。
1987年に映画「消えた船たちの島」のために数曲を提供した。
1987年以降、彼はボーカルや作曲家としてバンド「ゴーリキー・パーク」で活動。
同じロックミュージシャンの大御所であるジョン・ボン・ジョヴィやクラウス・マイネ（スコーピオンズ）とは、それぞれ1989年と1990年に共演をしている。
2022年、彼はロシアのウクライナ侵攻を支持した。

## 私生活
ニコライは、ガールフレンドのマリーナと結婚している。二人の間には娘エカチェリーナ（1991年生まれ）がいる。孫娘ミロスラヴァ（2015年10月生まれ）もいる。
2017年、ニコライは頸部に血栓ができる病気のため入院した。

## ディスコグラフィ

### ソロ
- 気まぐれ (Блажь) (1998年)
- パラノイア (Паранойя) (1999年)
- 沈黙の中の呼吸 (Дышу тишиной) (2000年)
- 大空の中 腰の深さまで浸かって (По пояс в небе) (2006年)
- 名もなき曲 (Без названия) (2012年)
- 生きている Живой (2019年)

### その他のアルバム
- シンフォニーオーケストラを伴ったベストソング (Лучшие песни в сопровождении симфонического оркестра) (2001年)[6]
- 愛の海 (Океан любви) (2003年)[7]
- THE BEST (2016年)